# Horní Věstonice
Horní Věstonice település Csehországban, Břeclavi járásban. Horní Věstonice Dolní Dunajovice, Klentnice, Dolní Věstonice, Perná, Pasohlávky és Pavlov településekkel határos. Lakosainak száma 527 fő (2024. január 1.).

## Népesség
A település lakosságának változását az alábbi diagram mutatja:
| Lakosok száma | 755  | 834  | 734  | 549  | 504  | 447  | 468  | 480  | 496  | 527  |
|               | 1869 | 1890 | 1921 | 1950 | 1980 | 2001 | 2017 | 2019 | 2022 | 2024 |